# Vilmos Huszár
Vilmos Huszár, né le 5 janvier 1884 à Budapest et mort le 8 septembre 1960 à Harderwijk, est un peintre et designer hongrois lié au mouvement De Stijl.

## Biographie
Il étudie à l'école d'art appliqué de Budapest puis prend des cours de peinture auprès de Simon Hollósy. Huszár s'installe à Voorburg, aux Pays-Bas, puis à La Haye. Après un séjour à Paris, il retourne aux Pays-Bas en 1909. En 1917, il fait partie des membres fondateurs du mouvement De Stijl.

## Galerie

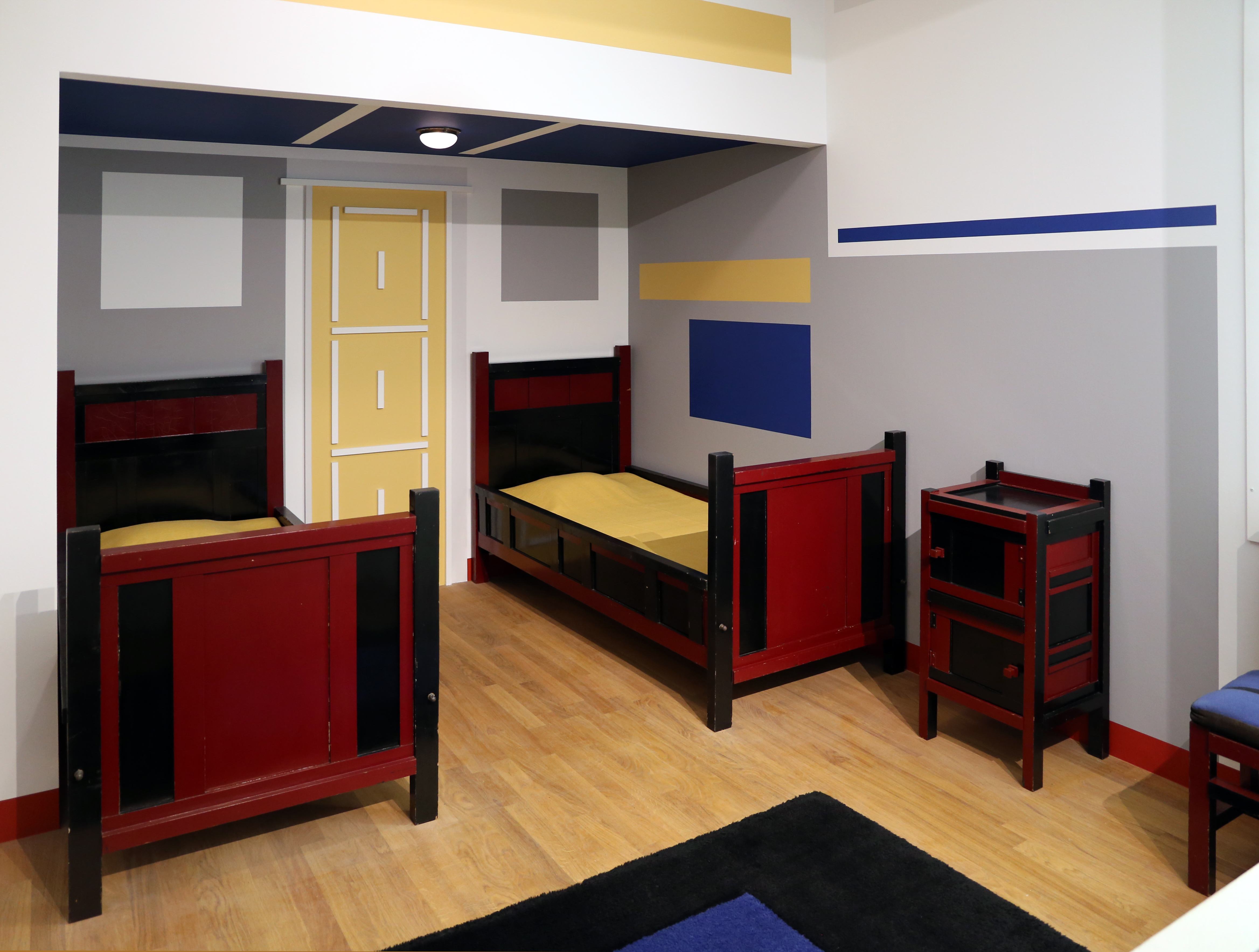
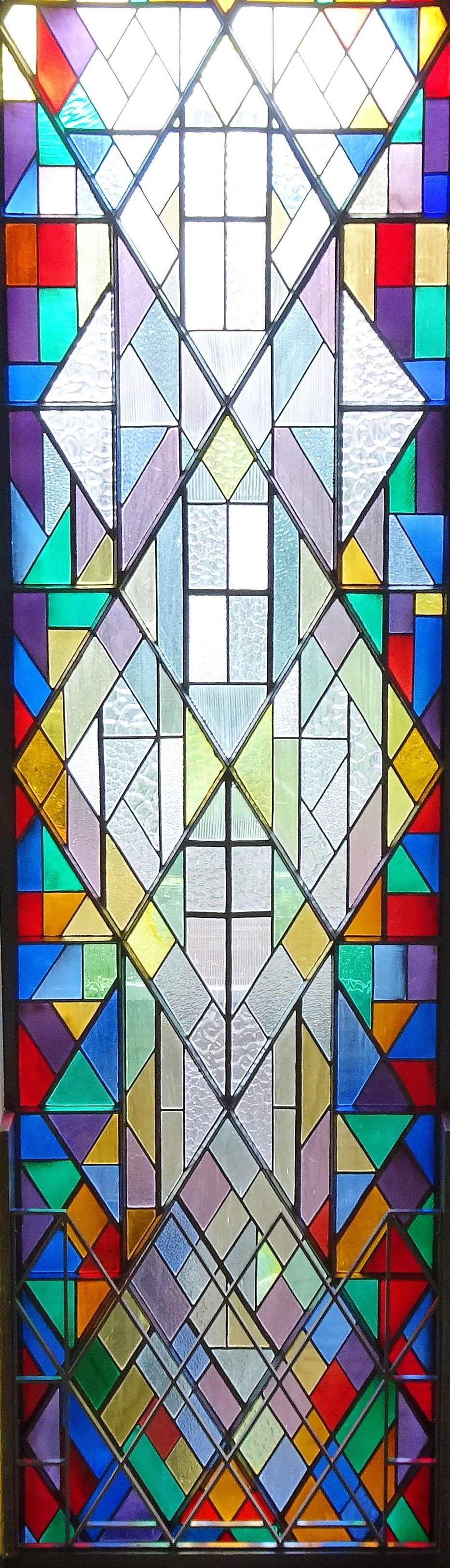
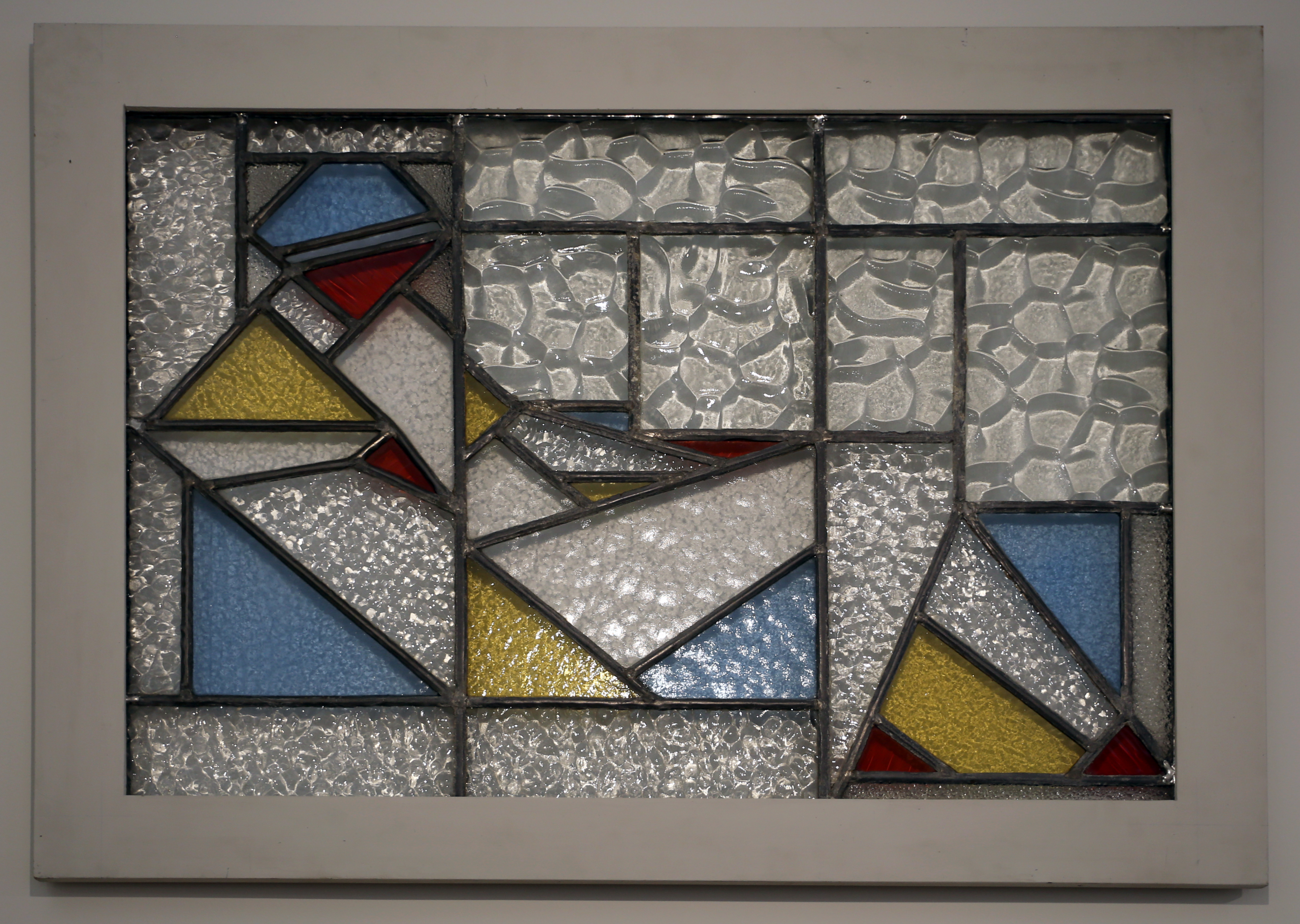